# Petr Nymburský
Petr Nymburský (Tábor, 1 de junio de 1995) es un deportista checo que compite en tiro, en la modalidad de rifle.
Ganó dos medallas en el Campeonato Mundial de Tiro de 2023 y tres medallas en el Campeonato Europeo de Tiro entre los años 2019 y 2024.

## Palmarés internacional
| Campeonato Mundial | Campeonato Mundial  | Campeonato Mundial | Campeonato Mundial               |
| Año                | Lugar               | Medalla            | Prueba                           |
| ------------------ | ------------------- | ------------------ | -------------------------------- |
| 2023               | Bakú (Azerbaiyán)   | Medalla de oro     | Rifle en pos. tendida 50 m       |
| 2023               | Bakú (Azerbaiyán)   | Medalla de plata   | Rifle 3 posiciones 50 m          |
| Campeonato Europeo |                     |                    |                                  |
| Año                | Lugar               | Medalla            | Prueba                           |
| 2019               | Lonato (Italia)     | Medalla de oro     | Rifle 3 posiciones 50 m          |
| 2022               | Breslavia (Polonia) | Medalla de oro     | Rifle 3 posiciones 50 m          |
| 2024               | Osijek (Croacia)    | Medalla de plata   | Rifle en pos. tendida 50 m mixto |